# Дисульфид тантала
Дисульфид тантала — неорганическое соединение, соль металла тантала и сероводородной кислоты с формулой TaS2, 
серые или чёрные кристаллы, 
не растворимые в воде.

## Получение
- Взаимодействие чистых веществ при высокой температуре:

{\displaystyle {\mathsf {Ta+2S\ {\xrightarrow {T}}\ TaS_{2}}}}
- Действие паров сероуглерода на оксид тантала(V):

{\displaystyle {\mathsf {5Ta_{2}O_{5}+13CS_{2}\ {\xrightarrow {900-1300^{o}C}}\ 10TaS_{2}+6SO_{2}+13CO}}}
- Сильное нагревание паров хлорида тантала(V) и сероводорода:

{\displaystyle {\mathsf {2TaCl_{5}+5H_{2}S\ {\xrightarrow {T}}\ 2TaS_{2}+10HCl+S}}}

## Физические свойства
Дисульфид тантала образует серые или чёрные кристаллы 
гексагональной сингонии, 
параметры ячейки a = 0,3395 нм, c = 0,5902 нм, Z = 1.

## Химические свойства
- При нагревании горит на воздухе:

{\displaystyle {\mathsf {TaS_{2}+7O_{2}\ {\xrightarrow {T}}\ 2Ta_{2}O_{5}+2SO_{2}}}}

## Применение
Используется в микроэлектронике 